# 吉梅克
吉梅克（法語：Guimaëc，法語發音：[ɡimɛk]）是法国菲尼斯泰尔省的一个市镇，位于该省东北部，属于莫尔莱区。

## 地理
吉梅克（48°40'4"N, 3°42'29"W）面积18.73 平方千米，位于法国布列塔尼大區菲尼斯泰尔省，该省份为法国最西部的省份，位于布列塔尼半岛西部，北西南三面环大西洋，东临阿摩尔滨海省和莫尔比昂省。
与吉梅克接壤的市镇（或旧市镇、城区）包括：普莱斯坦莱格雷沃、朗默尔、洛基雷克、普卢埃加特盖朗、圣让迪杜瓦。

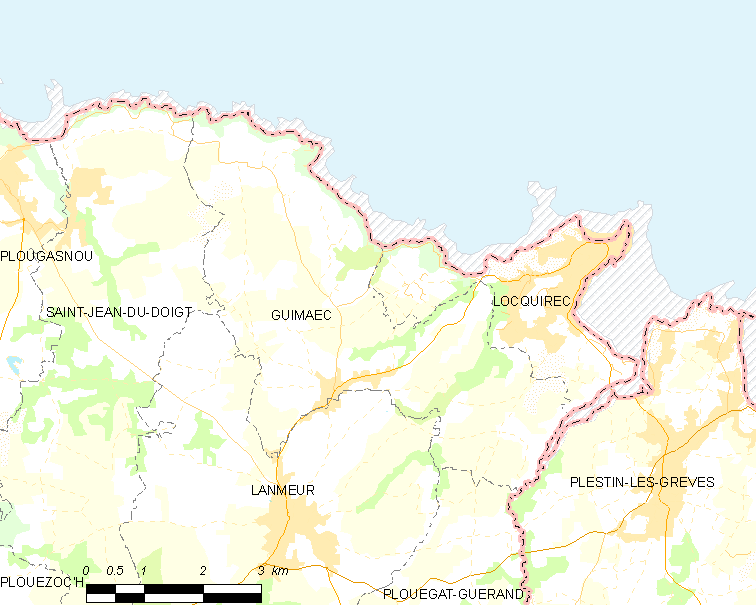
吉梅克的OSM定位图

吉梅克的时区为UTC+01:00、UTC+02:00（夏令时）。

## 行政
吉梅克的邮政编码为29620，INSEE市镇编码为29073。

## 政治
吉梅克所属的省级选区为普卢伊尼欧县。

## 人口

1962-2008年间吉梅克人口变化图示

吉梅克于2022年1月1日时的人口数量为966人。